# 埃斯帕迪利亞山脈
40°32′52″N 0°5′23″E / 40.54778°N 0.08972°E

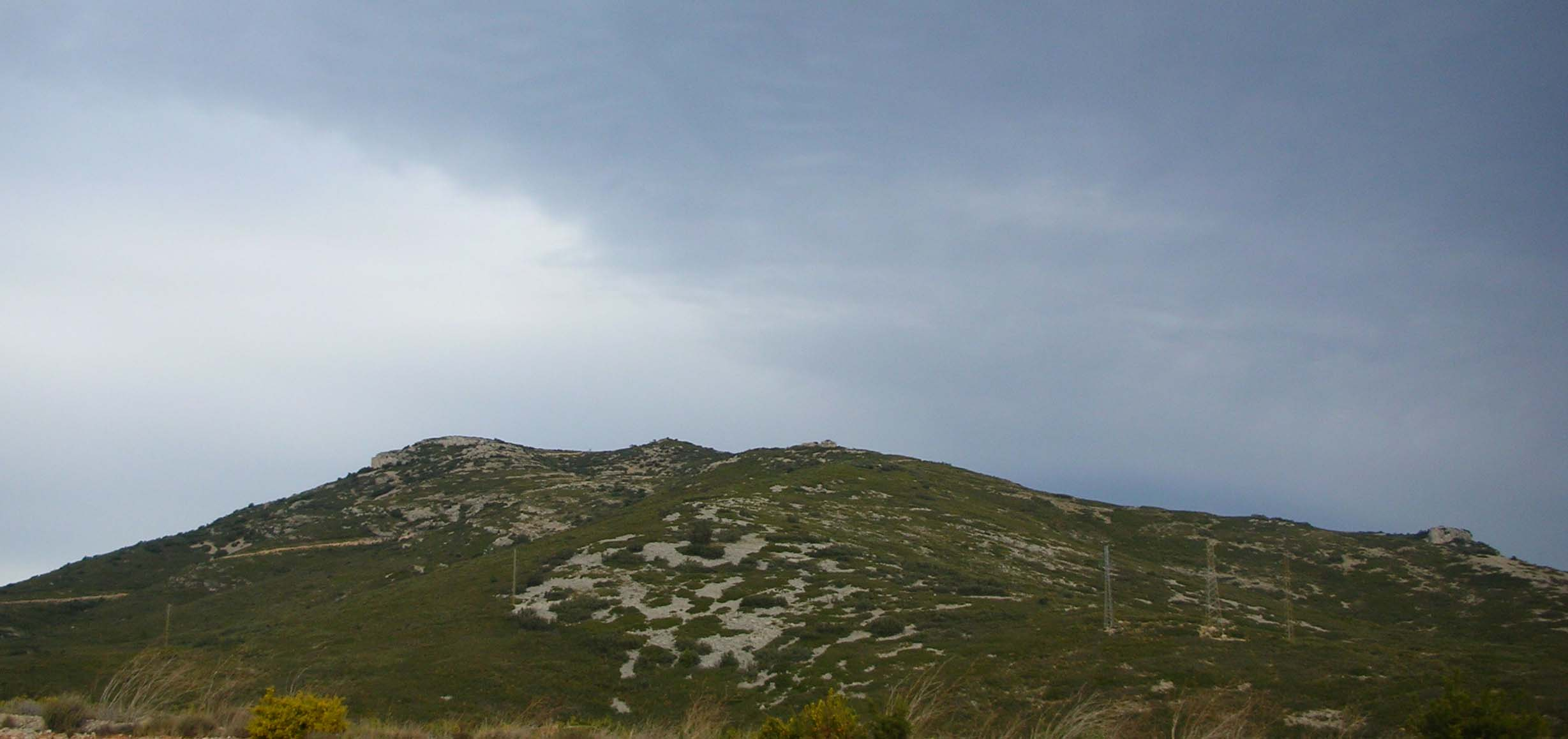

埃斯帕迪利亞山脈（Serra de l'Espadella），是西班牙的山脈，處於圖爾梅爾山脈以南，屬於伊比利亞山脈的一部分，全長約4公里，最高點海拔高度968米。